# Tryphon peregrinus
Tryphon peregrinus är en stekelart som beskrevs av Charles Thomas Brues 1910. Tryphon peregrinus ingår i släktet Tryphon och familjen brokparasitsteklar. Inga underarter finns listade i Catalogue of Life.